# 维克松湖
维克松湖（Wixom Lake）是美国密歇根州埃登维尔水坝建造后形成的一个水库 。以水坝兴建者弗兰克·伊萨克·维克松（Frank Isaac Wixom）命名。

## 诉讼案
水库运营商在2018年及2019年间，在未取得密歇根州环境、五大湖和能源部（Michigan Department of Environment, Great Lakes, and Energy，简称EGLE）许可证的情况下，以“下游安全的考虑”为由，降低了水库水位，并于当地时间2020年4月29日向联邦法院起诉EGLE 。
随后，EGLE反诉运营商下降水位，导致了成千上万的淡水贻贝死亡。

## 溃坝事故
2020年5月,因Tittabawassee River泛滥, 埃登维尔水坝发生溃坝, 州长Gretchen Whitmer宣布进入紧急状态，疏散下游居民。